# Manuel Fumic
Manuel Fumic (Kirchheim unter Teck, 30 de març de 1982) és un esportista alemany que competeix en ciclisme de muntanya en la disciplina de cross-country olímpic. Va guanyar 5 medalles en el Campionat Mundial de Ciclisme de Muntanya entre els anys 2010 i 2018, i 3 medalles en el Campionat Europeu de Ciclisme de Muntanya, en els anys 2015 i 2017. El seu germà Lado també és un ciclista de muntanya.

## Palmarès internacional
| Campionat del món | Campionat del món              | Campionat del món | Campionat del món           |
| Any               | Lloc                           | Medalla           | Competició                  |
| ----------------- | ------------------------------ | ----------------- | --------------------------- |
| 2010              | Mont-Sainte-Anne ( Canadà)     | 2                 | Cross-country Relay (XCR)   |
| 2012              | Leogang/Saalfelden ( Àustria)  | 3                 | Cross-country Relay (XCR)   |
| 2013              | Pietermaritzburg ( Sud-àfrica) | 2                 | Cross-country Olímpic (XCO) |
| 2013              | Pietermaritzburg ( Sud-àfrica) | 3                 | Cross-country Relay (XCR)   |
| 2018              | Lenzerheide ( Suïssa)          | 2                 | Cross-country Relay (XCR)   |
| Campionat Europeu |                                |                   |                             |
| Any               | Lloc                           | Medalla           | Competició                  |
| 2015              | Chies d'Alpago ( Itàlia)       | 1                 | Cross-country Relay (XCR)   |
| 2015              | Chies d'Alpago ( Itàlia)       | 3                 | Cross-country Olímpic (XCO) |
| 2017              | Darfo Boario ( Itàlia)         | 3                 | Cross-country Olímpic (XCO) |